# Kungsportskyrkan
Kungsportskyrkan är en kristen församling knuten till Evangeliska Frikyrkan. Församlingen hette fram till 2006 "Smyrnaförsamlingen Huskvarna".
Församlingen äger lokalen Kungsporten som ligger i stadsdelen Öxnehaga i Huskvarna
1999 köpte församlingen en fabriksbyggnad, som inreddes till kyrka, konferenscenter, café, secondhand-butik och friskvårdsanläggning. Kyrkan invigdes i november 2001. Lokalen har sedan använts av olika företag i Jönköping och Huskvarna för konferenser med mera.
I lokalen fanns tidigare folkhögskolan Institutet för Tro och Musik (ITM).